# Vrbov
Vrbov (polsky Wierzbów, maďarsky Ménhárd, německy Menhardsdorf, latinsky Villa Menhardi) je obec na Slovensku v okrese Kežmarok v Prešovském kraji. V obci žije přibližně 1 500 obyvatel. První písemná zmínka o obci pochází z roku 1251. V obci se nachází termální koupaliště. Obec leží od hlavního města Bratislavy 341 km, krajského města Prešov 79,1 km a okresního města Kežmarok 7,1 km.

## Památky

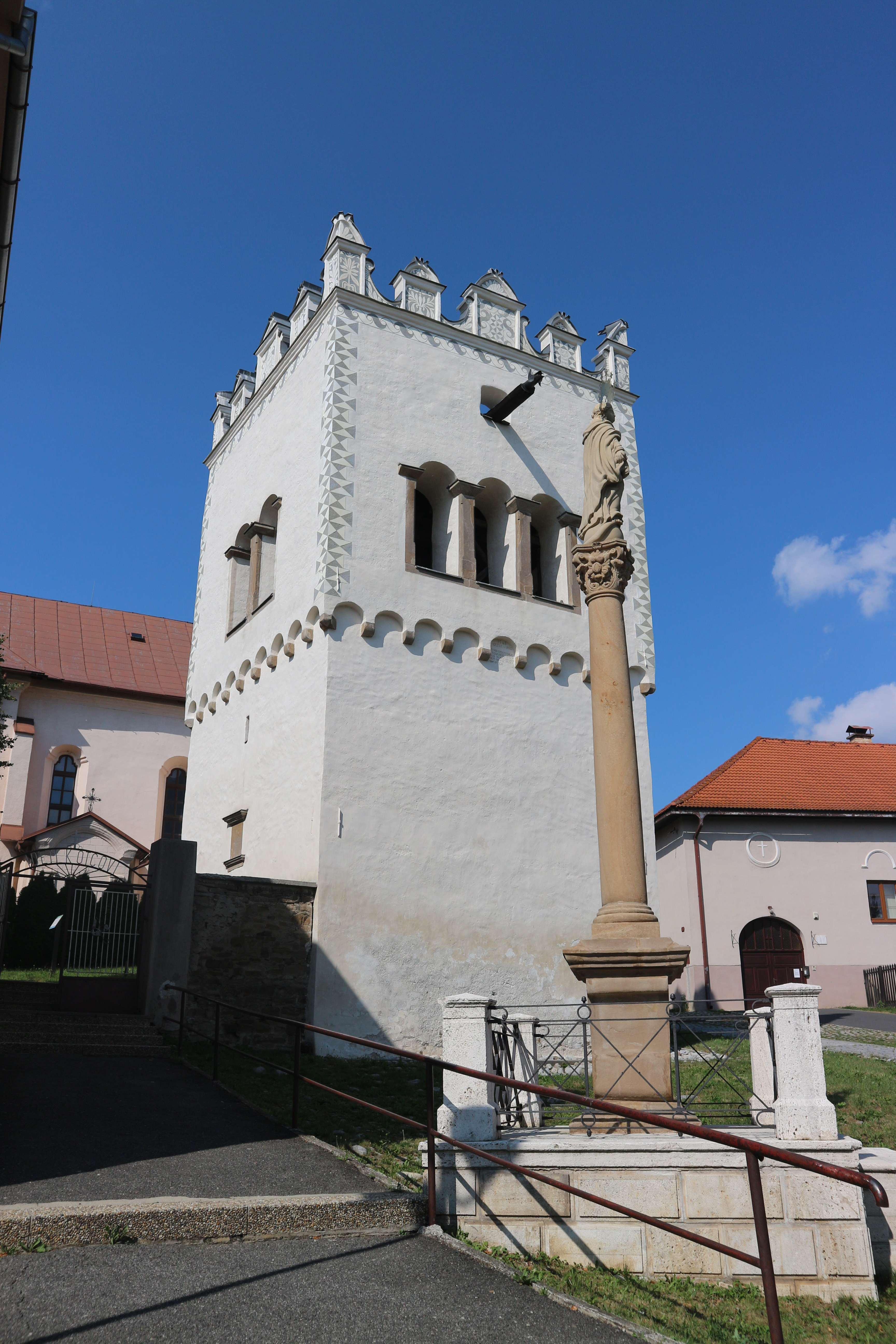
Renesanční zvonice ve Vrbově

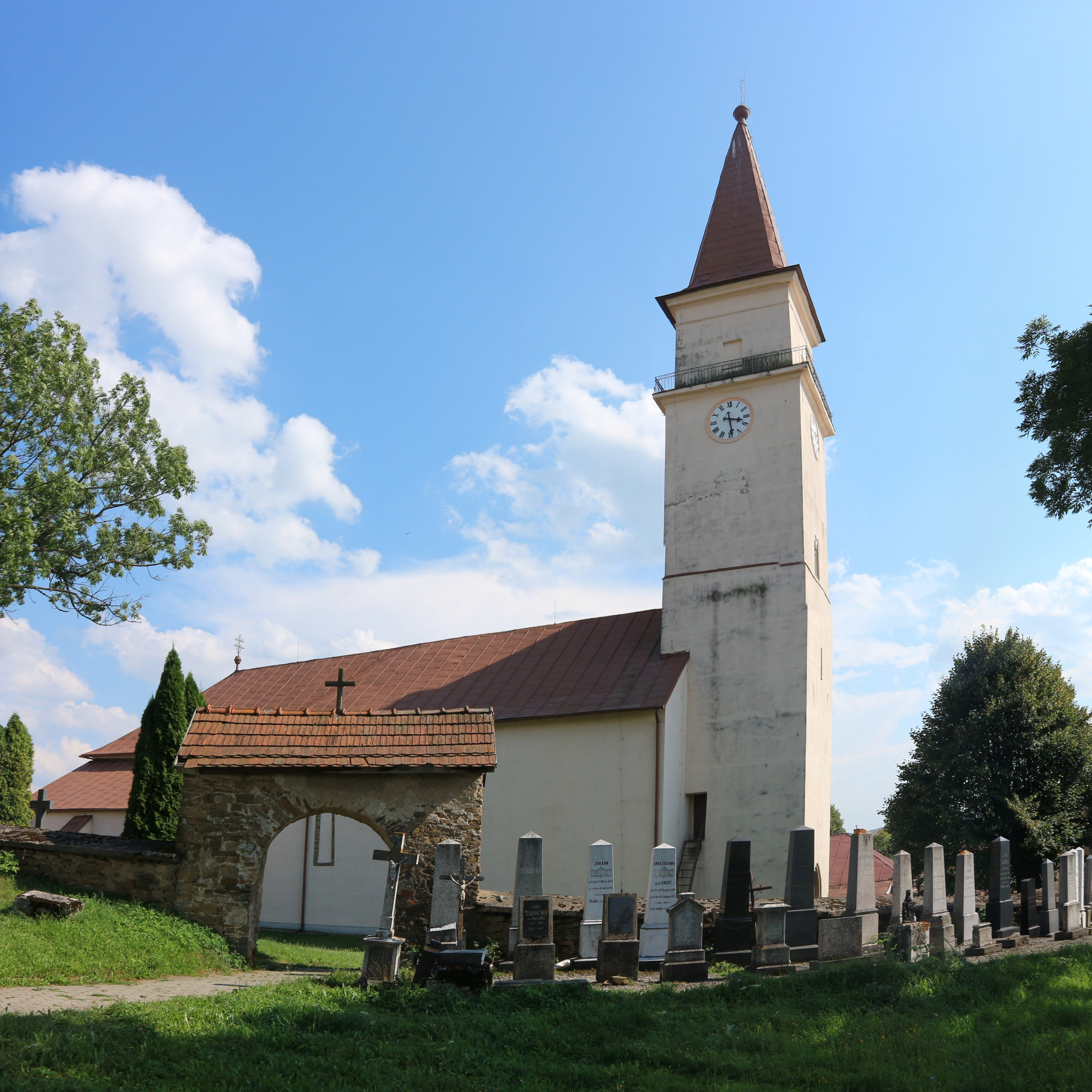
Kostel sv. Serváce ve Vrbově

### Renesanční zvonice
Renesanční zvonice se šítovou atikou postavená v 16. století. Nejstarší zachovaný zvon pochází z druhé poloviny 14. století. V horní části je nápis: Ó, kráľ slávy Kriste, príď s pokojom. Malý zvon z roku 1922 přinesli roku 1955 z Ľubických Kúpoľov. Zvonice je zařazená mezi národní kulturní památky.
49.0882281N, 20.4248106E

### Římskokatolický kostel sv. Serváce
Původně románský kostel z 13. století s barokním interiérem a rokokovou ornamentikou. Hlavní oltář sv. Serváce pochází z 18. století. Boční dřevěné oltáře, vpravo oltář sv. Ondřeje a vlevo oltář sv. Kříže. Gotická křtitelnice je z 15. století. Varhany jsou z roku 1913, vyrobila je firma Otto Rieger.
49.0884461N, 20.4246817E